# Unio Itineraria
Unio Itineraria  fue una Sociedad Científica germana.
Con el apoyo de Guillermo I de Württemberg, la Unio Itineraria se estableció para promover investigaciones científicas, mediante recolecciones de determinados (identificados) especímenes biológicos. 
La dirección de Unio Itineraria se hallaba en Esslingen am Neckar, recaudando fondos a través de abonados al proyecto de expediciones; y, de ejemplares vendidos por concesionarios.  La organización también vendía aves, insectos, y bibliotecas, a menudo con intermediarios y agentes de mantenimiento.
Varios coleccionistas están asociados a la Unio Itineraria, como los organizadores de viajes (en particular): Ernst Gottlieb von Steudel , Christian Ferdinand Friedrich Hochstetter, y los exploradores recolectores:
- Christian Friedrich Ecklon (1795 –1868): expedición a Sudáfrica
- Friedrich Welwitsch (1806 –1872): expediciones a Portugal, Madeira, islas Canarias, Angola
- Anton Wiest (1801-1835): expedición a Egipto
- Wilhelm Schimper (1804 1878): expediciones a Argelia, Austria, Etiopía, Egipto, Francia, Alemania, Grecia, Arabia Saudí , Siria

En 1842, el aumento de los costos de la expedición Schimper llevó al colapso de la Unio Itineraria.
- Datos: Q7885273